# Мутала
Му́тала, или Мотала (швед. Motala) — город в Швеции в лене Эстергётланд. Центр одноимённой коммуны. Расположен на восточном берегу озера Веттерн, в истоке реки Мутала и в начале восточного участка Гёта-канала.

## История

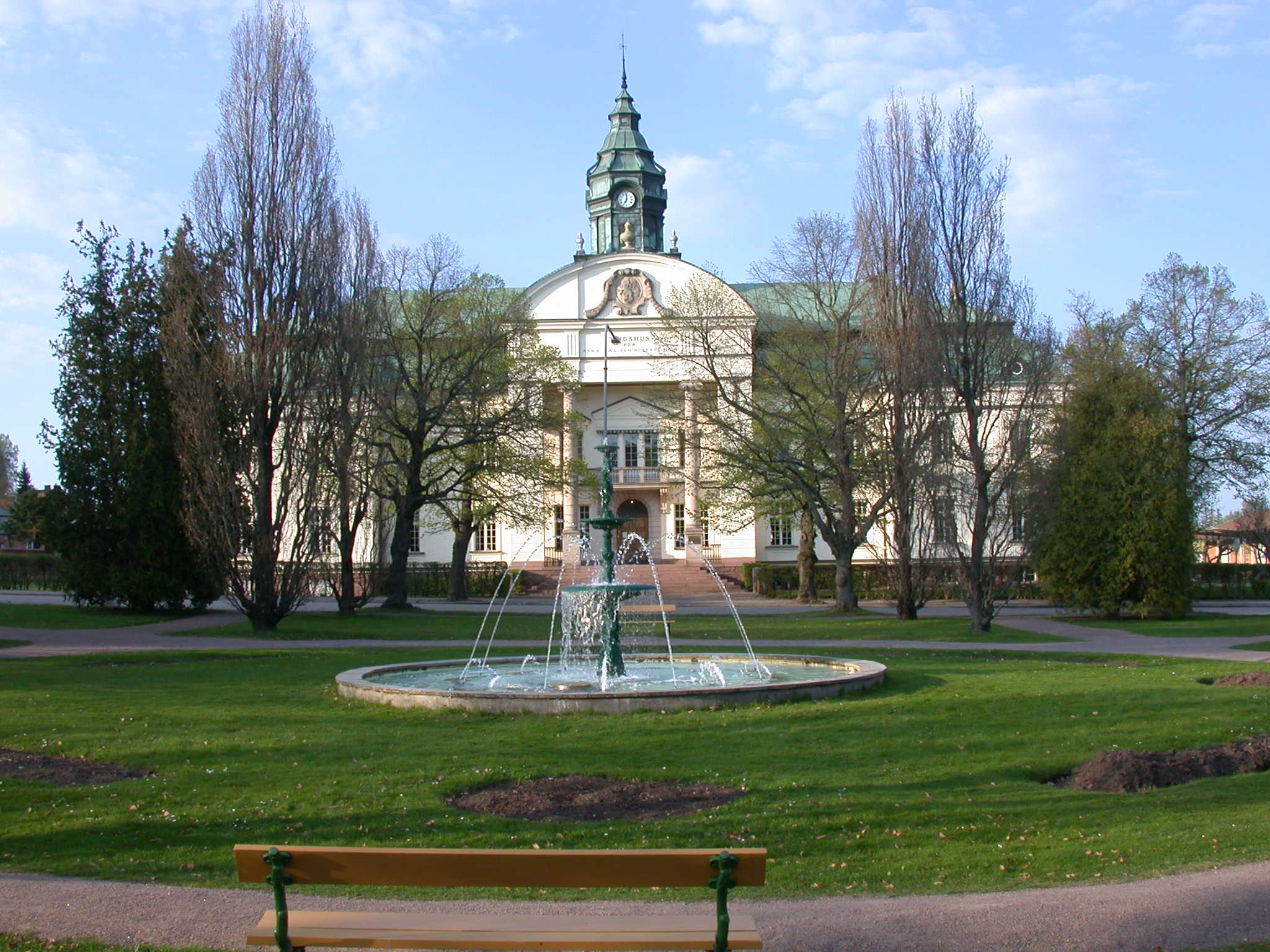

Мутальская церковь датируется 13 веком. В течение нескольких столетий Мутала оставалась маленькой деревней, рассматривавшейся  в первую очередь как остановка по дороге в соседний город Вадстена, один из культурных центров средневековой Швеции. Тем не менее, король Густав Ваза построил себе усадьбу в Мутале, а позднее у королевы Кристины была летняя резиденция на курорте Медеви (швед. Medevi), в 20 км к северу от города.
Когда в начале 19 века был построен Гёта-канал, Мутала стала важным центром для торговли на канале. Она получила статус посада (рыночного города; швед. köping), имеющий небольшие привилегии, в 1823, тогда как полные права города были дарованы 1 апреля 1881. После муниципальной реформы в 1971 Мутала стала центром одноимённой коммуны.
«Motala Verkstad» — это инженерная компания, всемирно известная своими конструкциями мостов и железных дорог. В научно-фантастическом романе Жюля Верна «20,000 лье под водой» нос подводной лодки «Наутилус» был построен именно в «Motala Verkstad». Позже крупные шведские индустриальные компании, такие как «Electrolux» и «Luxor», строили в Мутале свои главные заводы.
Могила Бальцара фон Платена (1766—1829), руководившего сооружением Гёта-канала, находится в Мутале на берегу канала. Место захоронения расположено на гранитной террасе, от нее по борту канала к воде спускается каменная лестница, завершающаяся причалом. Рядом с Бальцаром фон Платеном похоронены ряд членов его семьи, в том числе его сын, тоже Бальцар фон Платен (1804—1875), возглавивший после смерти отца строительство канала и завершивший его в 1832 году, а в 1855-1857 гг. бывший президентом Компании Гёта-канала.

## Палеогенетика
Из раскопок в Мутале известны останки семи мужчин, живших в эпоху мезолита й 7600—7700 лет назад. Они имели митохондриальные гаплогруппы U2 и U5 и Y-хромосомные гаплогруппы I2a1 и I2c2. Шесть охотников-собирателей из Муталы были голубоглазыми, четверо темноволосы, двое светловолосые, один был светлокожим, остальные имели промежуточные оттенки кожи.

## Население

### Численность населения
2005 год - 29,798 жителей.
2010 год - 29,823 чел. 
2012 год - 41,867 чел.

## Спорт
В городе базируется мультиспортивный клуб ИФК «Мутала» с профессиональными командами по футболу и
хоккею с мячом, выступающими на стадионах Мутала Идроттспарк и Мутала Исстадион соответственно.

## Известные уроженцы
- Рейне Виселль — автогонщик, участник чемпионата мира по автогонкам Формулы-1.
- Хавьера Муньос — певица.

## Города-побратимы
- Полице (Польша)
- Корсёр (Дания)
- Даугавпилс (Латвия)